# Mi-52 (航空機)
Mi-52
- 用途：軽多用途ヘリコプター
- 製造者：ミーリ
- 運用者：-

Mi-52は4席の1990年代からの軽多用途ヘリコプターの計画。ロシア語でウソを意味するスニギリ(Снегирь)という名前が付けられている。
モックアップが2000年に製造され、2形式が計画されており、エンジンの形式に合わせて異なる番号がつけられていた。Mi-52-1とされたものは199kWのVAZ-4265エンジンを1機積んでおり、Mi-52-2とされたものは,同種のエンジンを2機積んでいた。